# Dios los cría (álbum)
Dios los cría es el decimosexto álbum de estudio solista del músico, cantante y compositor de rock argentino Andrés Calamaro. El disco fue lanzado el 27 de mayo de 2021 en todas las plataformas digitales, mientras que el 28 de mayo de 2021 se lanzó en disquerías en sus versiones físicas de CD y Vinilo. El álbum contiene reversiones de algunas de las canciones más famosas de Calamaro. Este disco es el sucesor de Cargar la suerte (2018). 

## Lista de canciones
| N.º   | Título                                                           | Duración |  |
| 1.    | «Bohemio» (presentando a Julio Iglesias)                         | 3:27     |  |
| 2.    | «Tuyo siempre» (presentando a Vicentico)                         | 2:50     |  |
| 3.    | «Estadio Azteca» (presentando a Lila Downs)                      | 4:17     |  |
| 4.    | «Para no olvidar» (presentando a Manolo García & Vicente Amigo)  | 4:04     |  |
| 5.    | «Mi bandera» (presentando a León Gieco)                          | 2:49     |  |
| 6.    | «Flaca» (presentando a Alejandro Sanz)                           | 3:45     |  |
| 7.    | «Tantas veces» (presentando a Mon Laferte)                       | 3:23     |  |
| 8.    | «Algún lugar encontraré» (presentando a Carlos Vives)            | 4:13     |  |
| 9.    | «Jugar con fuego» (presentando a Raphael)                        | 2:54     |  |
| 10.   | «En un hotel de mil estrellas» (presentando a Milton Nascimento) | 3:50     |  |
| 11.   | «Engánchate conmigo» (presentando a Juanes & Niño Josele)        | 3:43     |  |
| 12.   | «Pasemos a otro tema» (presentando a Julieta Venegas)            | 3:22     |  |
| 13.   | «Gaviota» (presentando a Saúl Hernández)                         | 4:11     |  |
| 14.   | «Horizontes» (presentando a Fernando Cabrera)                    | 3:20     |  |
| 15.   | «Paloma» (presentando a Sebastián Yatra, Leiva e Iván Ferreiro)  | 4:58     |  |
| 55:07 |                                                                  |          |  |

## Posicionamiento en listas
| Listas (2021)     | Mejor posición |
| ----------------- | -------------- |
| Argentina (CAPIF) | 3              |